# Rue Toullier
La rue Toullier est une voie située dans le quartier de la Sorbonne du 5e arrondissement de Paris.

## Situation et accès

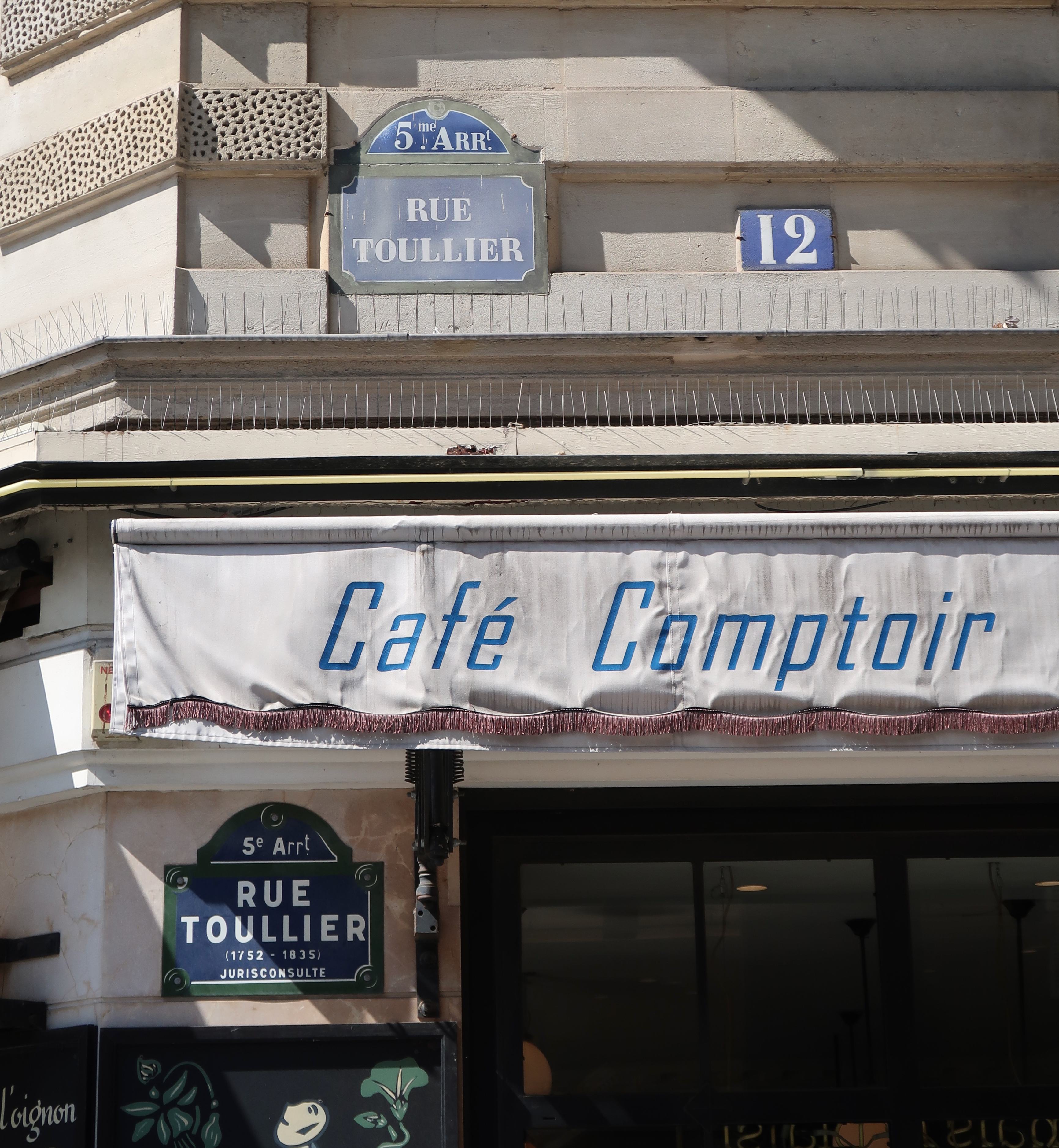
Ancienne (en haut) et nouvelle (en bas) plaques de rue.

La rue Toullier est desservie à proximité par la ligne RER B à la gare du Luxembourg.

## Origine du nom
La rue doit son nom au jurisconsulte Charles Bonaventure Marie Toullier (1752-1835) qui travailla à la faculté de droit voisine.

## Historique

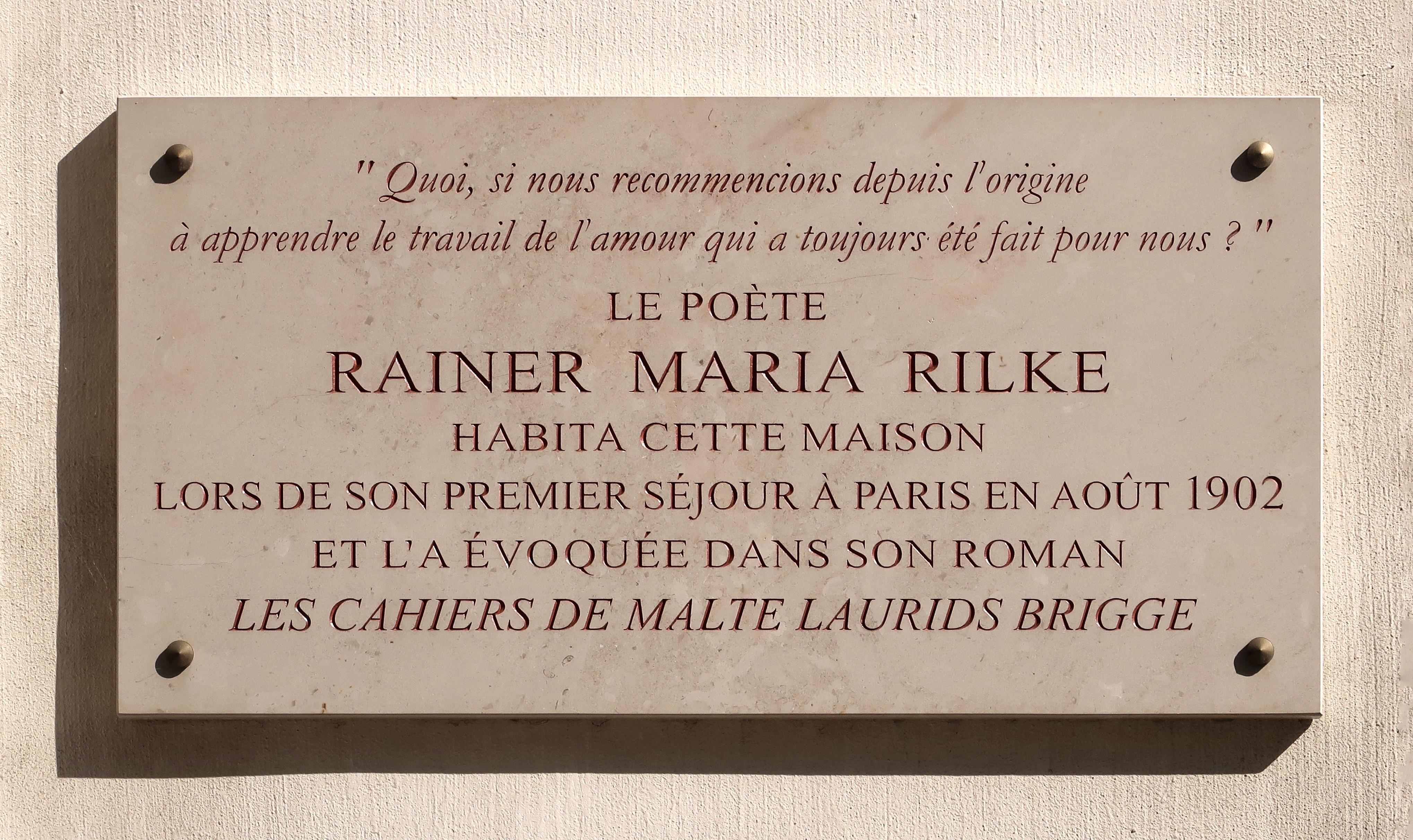
Plaque au n°11.

Cette rue fut un tronçon de l'ancienne « rue Neuve-des-Poirée », devenue « rue Restaut « et qui fut supprimée au moment de l'agrandissement de la Sorbonne.
Le 27 juin 1975, un triple meurtre est commis par le terroriste Ilich Ramírez Sánchez, dit Carlos, au no 9 de cette rue : il s'agit de la fusillade de la rue Toullier.

## Bâtiments remarquables et lieux de mémoire
- Accès sur les bâtiments de la Sorbonne au croisement avec la rue Cujas.
- Le 27 juin 1975, le terroriste Ilich Ramírez Sánchez alias Carlos abat Raymond Dous et Jean Donatini, deux inspecteurs de la DST[2], et Michel Moukharbal, un informateur libanais, au no 9 de la rue. Un troisième policier, Jean Herranz, commissaire de la DST, est grièvement blessé[3].
- No 11 : l'écrivain autrichien Rainer Maria Rilke y a vécu en août 1902 ; une plaque lui rend hommage.